# Secale
Genre
Classification phylogénétique
Secale est un genre de plantes monocotylédones de la famille des Poaceae, originaire de l'Ancien Monde.  
Ce genre, rattaché à la tribu des Triticeae est apparenté aux orges  (Hordeum) et aux blés (Triticum).
L'espèce la plus connue est le seigle (Secale cereale), cultivée aussi bien pour ses grains (céréale) que comme plante fourragère, mais le genre comprend aussi des espèces sauvages et adventices (mauvaises herbes).
Les espèces de seigle sauvages et adventices constituent un pool génétique important qui peut être utilisé pour l'amélioration du seigle cultivé.
Le genre Secale comprend, outre le seigle cultivé, quatre à onze espèces sauvages selon les critères retenus pour le classement des espèces. 
Les espèces habituellement reconnues dans ce genre sont les annuelles, Secale cereale, Secale vavilovii Grouch et Secale sylvestre, et les vivaces Secale strictum (synonyme : Secale montanum). 
L'espèce Secale cereale comprend le seigle cultivé et d'autres types de seigle adventices. 
Secale strictum est un groupe qui comprend des isolats géographiques distincts. 
Secale vavilovii est l'espèce la plus différente, et s'est séparée très tôt au cours de l'évolution des autres espèces du genre.

## Taxinomie

### Liste d'espèces
Selon World Checklist of Selected Plant Families (WCSP) (11 juillet 2016) :
- Secale africanum Stapf (1899)
- Secale anatolicum Boiss. (1844)
- Secale cereale L. (1753) (le seigle)
- Secale ciliatoglume (Boiss.) Grossh. (1924)
- Secale iranicum Kobyl. (1975)
- Secale montanum Guss., Index Seminum (PAL (1825)
- Secale segetale (Zhuk.) Roshev., Trudy Bot. Inst. Akad. Nauk S.S.S.R., Ser. 1 (1947)
- Secale sylvestre Host (1809)
- Secale vavilovii Grossh. (1924)

### Liste des espèces et sous-espèces
Selon NCBI (11 juillet 2016) :
- Secale cereale
  - sous-espèce Secale cereale subsp. afghanicum
  - sous-espèce Secale cereale subsp. ancestrale
  - sous-espèce Secale cereale subsp. dighoricum
  - sous-espèce Secale cereale subsp. rigidum
  - sous-espèce Secale cereale subsp. segetale
  - sous-espèce Secale cereale subsp. tetraploidum
- Secale montanum
- Secale strictum
  - sous-espèce Secale strictum subsp. africanum
  - sous-espèce Secale strictum subsp. anatolicum
  - sous-espèce Secale strictum subsp. kuprijanovii
  - sous-espèce Secale strictum subsp. strictum
- Secale sylvestre
- Secale vavilovii

## Illustrations

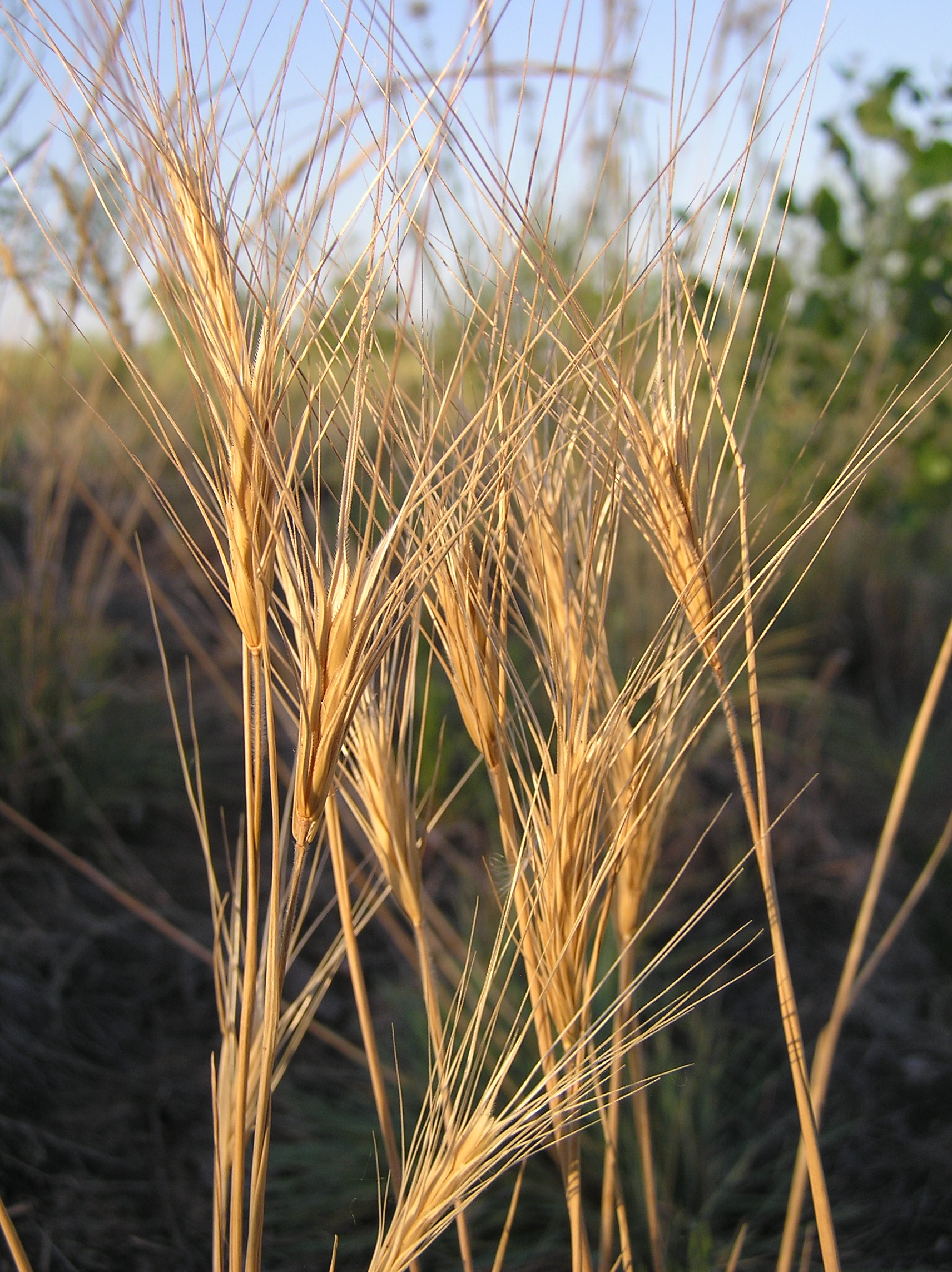
Secale sylvestre dans la région de Saratov
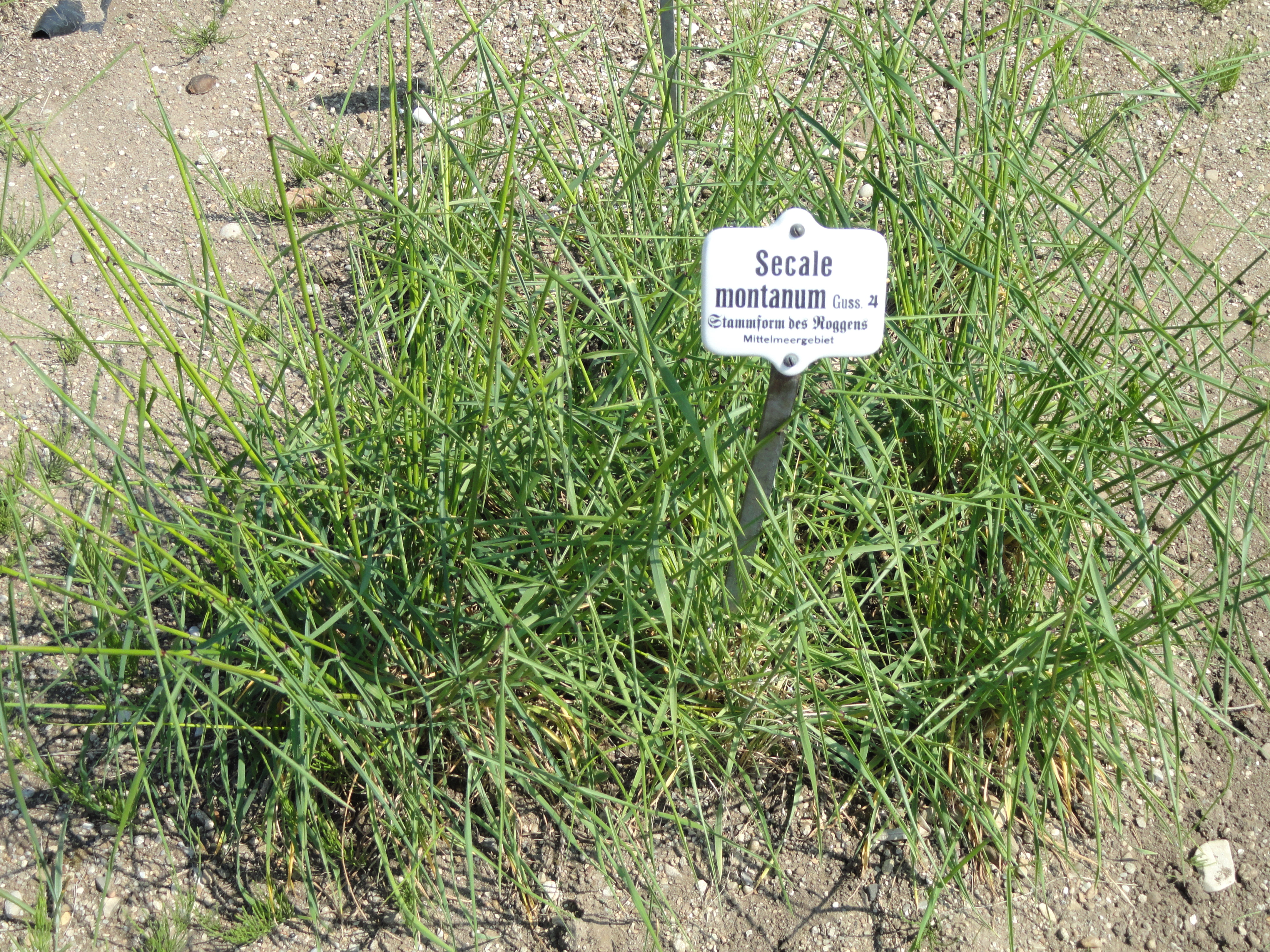
Secale montanum au jardin botanique de Munich-Nymphenburg
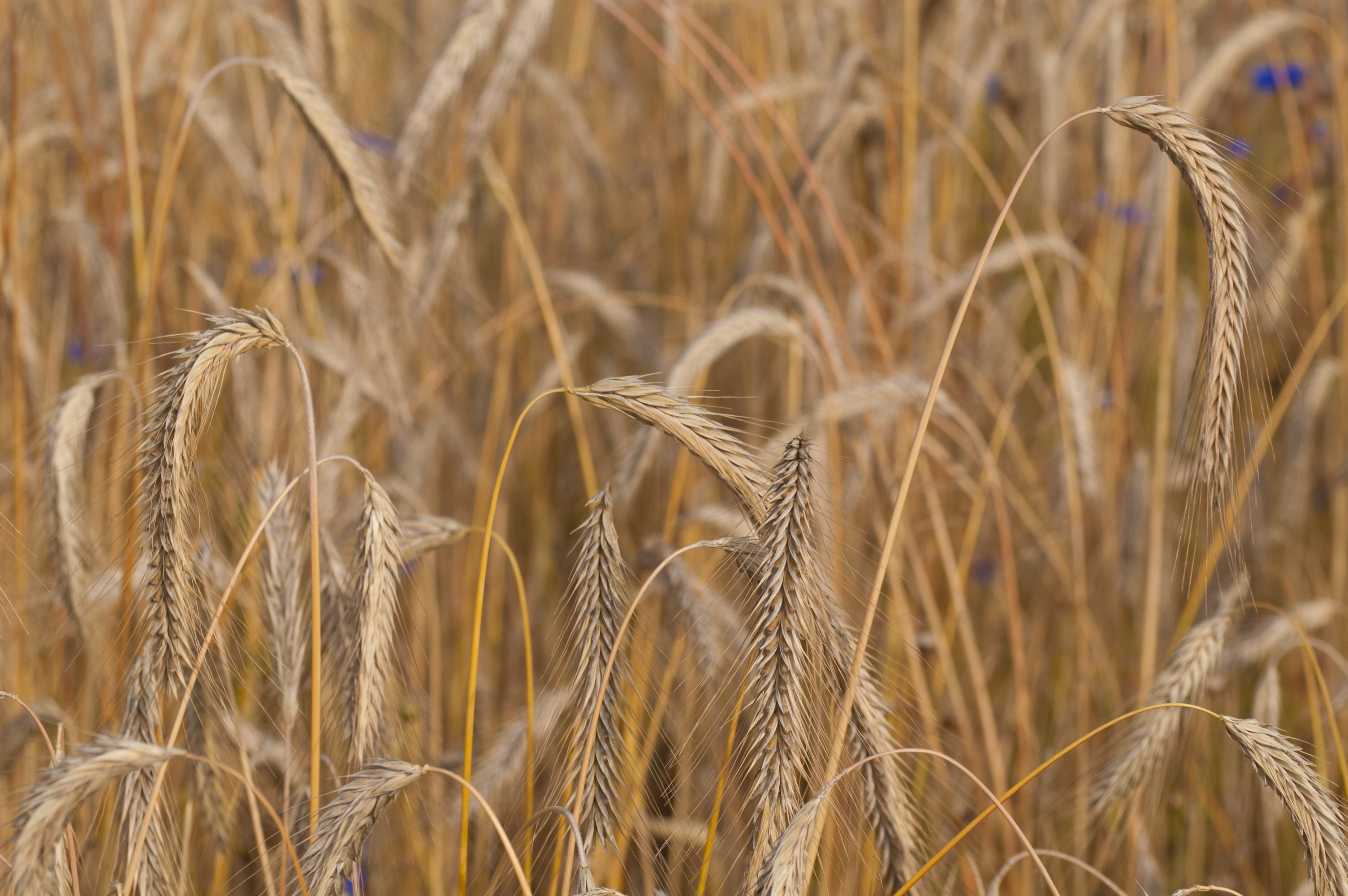
Épis de seigle en Rhénanie